# Melitaea catananoides
Melitaea catananoides är en fjärilsart som beskrevs av Ruggero Verity 1950. Melitaea catananoides ingår i släktet Melitaea och familjen praktfjärilar. Inga underarter finns listade i Catalogue of Life.